# Protecteur-klassen
Den canadiske Protecteur-klasse var en skibsklasse bestående af to skibe bygget til Royal Canadian Navy. Skibene er bygget til at kunne forsyne skibe i en flådestyrke med brændstof, proviant, vand, reservedele og ammunition til søs (Replenishment At Sea). Derudover havde skibene kapacitet til at tage sig af sårede mennesker samt muligheden for at kunne transportere militært personel og materiel for både hær og luftvåben.
Skibene var udrustet med fire pyloner hvorfra man kan overføre brændstof til skibene, samt 2 kraner med en maksimal kapacitet på 15 tons hver til overførsel af varer mellem skibene. Skibene var desuden i stand til at aftage spildevand og affald fra de skibe de betjener.
Oprindeligt var skibene udstyret med en 76 mm kanon. I forbindelse med Golfkrigen blev klassen udstyret med missilvildledningssystemer og ESM-system.

## Kapacitet
- 13.036 tons brændstof
- 506 tons flybrændstof
- 352 tons tørlast
- 300 tons ammunition

## Skibe i klassen
| Pnt. | Navn       | Kølen lagt       | Søsat         | Indgået         | Skæbne                  | Kaldesignal |
| ---- | ---------- | ---------------- | ------------- | --------------- | ----------------------- | ----------- |
| 509  | Protecteur | 17. oktober 1967 | 18. juli 1968 | 30. august 1969 | Udgået 14. maj 2015     | CYTV        |
| 510  | Preserver  | 17. oktober 1967 | 29. maj 1969  | 30. juli 1970   | Udgået 21. oktober 2016 | CGRG        |

## Eksterne links
- Wikimedia Commons har flere filer relateret til Protecteur-klassen
- hazegray.org: PRETECTEUR Class (engelsk)
- naval-technology: Pretecteur Class Auxiliary Vessels (engelsk)
- Royal Canadian Navy: Virtuel præsentering af klassen Arkiveret 25. februar 2009 hos  Wayback Machine (engelsk)
- Royal Canadian Navy: HMCS Protecteurs hjemmeside Arkiveret 13. juni 2011 hos  Wayback Machine (engelsk)
- Royal Canadian Navy: HMCS Preservers hjemmeside Arkiveret 2. november 2010 hos  Wayback Machine (engelsk)